# Фигль, Леопольд
Леопольд Фигль (нем. Leopold Figl; 2 октября 1902, Руст, Нижняя Австрия — 9 мая 1965, Вена) — австрийский политик, член АНП, федеральный канцлер Австрии в 1945—1953 годах.

## Биография
Родился и вырос в многодетной фермерской семье. Окончил сельскохозяйственный институт в Вене. Участвовал в работе Союза студенческих организаций под опекой церкви.
С 1931 года — вице-председатель Фермерской лиги (Bauernbund) Нижней Австрии, с 1933 года — председатель. При режиме Дольфуса вошёл в состав федерального совета по экономической политике. После аншлюса арестован и отправлен в концентрационный лагерь Дахау, в мае 1943 года освобождён, работал нефтяным инженером, в октябре 1944 года вновь арестован, отправлен в Маутхаузен и в феврале 1945 года приговорён к смертной казни за «государственную измену». В том же году освобождён советскими войсками, организовывал снабжение жителей Вены продовольствием. 14 апреля 1945 года восстановил Фермерскую лигу и 17 апреля вошёл вместе с ней в состав созданной Австрийской народной партии (АНП), став её вице-председателем. 27 апреля стал и. о. премьер-министра Нижней Австрии и вице-премьером.
После проведения в ноябре того же года свободных парламентских выборов, на которых АНП одержала убедительную победу, сформировал большую коалицию с СПА, просуществовавшую до 1966 года, и стал канцлером. 26 ноября 1953 года Фигль ушёл с поста канцлера и стал министром иностранных дел Австрии в правительстве Юлиуса Рааба, подписав в этом качестве Декларацию о независимости Австрии. В 1959 году по итогам парламентских выборов, увеличивших представительство социалистов, новым министром иностранных дел стал член СПА Бруно Крайский. Фигль был избран председателем Национального совета Австрии, а с 1962 году стал премьер-министром родной Нижней Австрии, занимая этот пост до января 1965 года.
Похоронен на Центральном кладбище в Вене.